# Фабулина
Фабулина (на латински: Fabulor – „говоря, разговарям“) е римска богиня, от по-древен италийски произход, наследена от римляните. Тя, наред с богините Едулия, Кубина, Левана, Потина и Статилина, спада към кръга на т.нар. божества-настойници в римската митология, които са призвани да се грижат за правилното израстване на новородените и децата.
Както подсказва името ѝ, ролята на Фабулина се изразява в грижата детето да проговори.